# Ключовий пункт
«Ключовий пункт» (англ. Key Item) — науково-фантастичне оповідання американського письменника Айзека Азімова, вперше опубліковане у липні 1968 в журналі Фентезі & Сайнс фікшн. Увійшло до збірки «Купуємо Юпітер та інші історії» (1975).

## Сюжет
Тод Немерсон разом з іншими кібернетиками шукають причину відмови Мультивака, який повністю відповідає за світову економіку. Мультивак перестав працювати після чергового вдосконалення. Технічну причину відмови знайти не вдається, і Немерсон просить техніка, який останнім спілкувався з Мультиваком, відтворити їхню «розмову». Почувши її, Немерсон здогадується, що Мультивак, який з часом ставав все більше подібним до людського мозку, відмовився виконувати завдання через зверхній тон співбесідника. Тому Немерсон, повторивши завдання для Мультивака, додає «будь ласка».